# Germanium(II)-fluorid
Germanium(II)-fluorid (GeF2) ist eine anorganische chemische Verbindung des Germaniums aus der Gruppe der Fluoride.

## Gewinnung und Darstellung
Germanium(II)-fluorid kann durch Reaktion von Germanium(IV)-fluorid mit Germanium bei 150 °C gewonnen werden.
{\displaystyle {\ce {GeF4 + Ge -> 2Ge_F2}}}

## Eigenschaften
Germanium(II)-fluorid ist ein weißer Feststoff, der löslich in 48%er Flusssäure ist. Er kann bei 130 °C im Vakuum destilliert werden und zersetzt sich oberhalb 160 °C unter Verfärbung. Er besitzt stark reduzierende Eigenschaften. In feuchter Luft erfolgt Umwandlung zu Germanium(II)-hydroxid. Germanium(II)-fluorid besitzt eine orthorhombische Kristallstruktur mit der Raumgruppe P212121 (Raumgruppen-Nr. 19) und den Gitterkonstanten a = 0,4682 nm, b = 0,5178 nm, c = 0,8312 nm sowie vier Formeleinheiten pro Elementarzelle. Seine Kristallstruktur besteht aus starken Polymerketten, die aus GeF3-Pyramiden bestehen, wobei eines der Fluoratome in der Kette zu zwei benachbarten Pyramiden gehört.